# Сен-Лоран-дю-Мароні (округ)
Округ Сен-Лоран-дю-Мароні (фр. Arrondissement de Saint-Laurent-du-Maroni) — округ у Франції, в департаменті Французька Гвіана. 2023 року округ об'єднував 8 муніципалітетів, населення становило 96 306 осіб.
Адміністративний центр (супрефектура) — Сен-Лоран-дю-Мароні.

## Муніципалітети
Список муніципалітетів округу та їхні коди INSEE:
1. Авала-Ялімапо (97361)
2. Апату (97360)
3. Гран-Санті (97357)
4. Мана (97306)
5. Марипасула (97353)
6. Папаїштон (97362)
7. Саюль (97352)
8. Сен-Лоран-дю-Мароні (97311)